# Войтюк Тетяна Володимирівна
Тетяна Володимирівна Войтюк (19 березня 1953, Кіровоград, СРСР) — фігуристка з СРСР, бронзовий призер чемпіонату Європи 1970, чемпіонка СРСР 1972 року, що срібний призер чемпіонатів СРСР 1969–1971 і 1973 років в танцях на льоду. Майстер спорту СРСР міжнародного класу.
Виступала в парі з В'ячеславом Жигаліним. Закінчила 1976 року факультет журналістики МГУ імені Ломоносова. Після закінчення спортивних виступів була артисткою балету на льоду, журналістом, хореографом та тренером з фігурного катання.

## Спортивні досягнення
| Змагання/Сезони   | 1969 | 1970 | 1971 | 1972 | 1973 |
| ----------------- | ---- | ---- | ---- | ---- | ---- |
| Чемпіонати світу  | 14   | 4    | 5    | 5    | 5    |
| Чемпіонати Європи | 10   | 3    | 4    | 5    | 5    |
| Чемпіонати СРСР   | 2    | 2    | 2    | 1    | 2    |